# Thor 7
O Thor 7 é um satélite de comunicação geoestacionário norueguês construído pela Space Systems/Loral (SS/L). Ele está localizado na posição orbital de 1 grau de longitude oeste e é operado pela Telenor. O satélite foi baseado na plataforma LS-1300 e sua expectativa de vida útil é de 15 anos.

## História
A Telenor selecionou a Space Systems/Loral (SS/L) em junho de 2011 para fornecer o satélite de telecomunicações Thor 7.
O Thor 7 foi baseado na plataforma de satélite LS-1300 da (SS/L) e é equipado com dois payloads. A primeira carga inclui 11 transponders de banda Ku ativos, os quais são utilizados para atender as crescentes exigências de radiodifusão na Europa Central e Oriental. Ele também inclui ainda uma capacidade de banda Ku que é usada para fornecer a capacidade de restauração para a frota da Thor TSBc’s localizado em 1 grau oeste. A segunda é uma carga útil de banda Ka, equipado com feixes pontuais que cobrem em áreas como o Mar do Norte, o Mar da Noruega, o Mar Vermelho, o Mar Báltico, o Golfo Pérsico e o Mar Mediterrâneo. A carga de banda Ka irá abordar o aumento da procura de requisitos de alta largura de banda da indústria marítima e vai entregar um serviço eficiente de internet banda larga, com altas taxas de bits.
O satélite teve um cronograma para ser concluído em 28 meses e foi construído nas instalações de produção da Space Systems/Loral com sede em Palo Alto, Califórnia. A Space Systems/Loral foi responsável pela concepção, construção e atividades de teste do Thor 7.

## Lançamento
O satélite foi lançado com sucesso ao espaço no dia 26 de abril de 2015, às 20:00 UTC, por meio de um veículo Ariane 5 ECA a partir do Centro Espacial de Kourou, na Guiana Francesa, juntamente com o satélite SICRAL 2. Ele tinha uma massa de lançamento de 4800 kg.

## Capacidade e cobertura
O Thor 7 é equipado com 11 transponders em banda Ku, que são dedicados a serviços de transmissão expandida na Europa, o mesmo também conta com capacidade de banda Ku adicional para back-up. A carga útil de banda Ka é usada para atender a crescente demanda por comunicações de banda larga de alta largura de banda por parte da indústria marítima, o satélite inclui feixes pontuais sobre o Mar do Norte, Mar da Noruega, Mar Vermelho, Mar Báltico, Golfo Pérsico, e Mar Mediterrâneo.